# Гинекологическое кресло

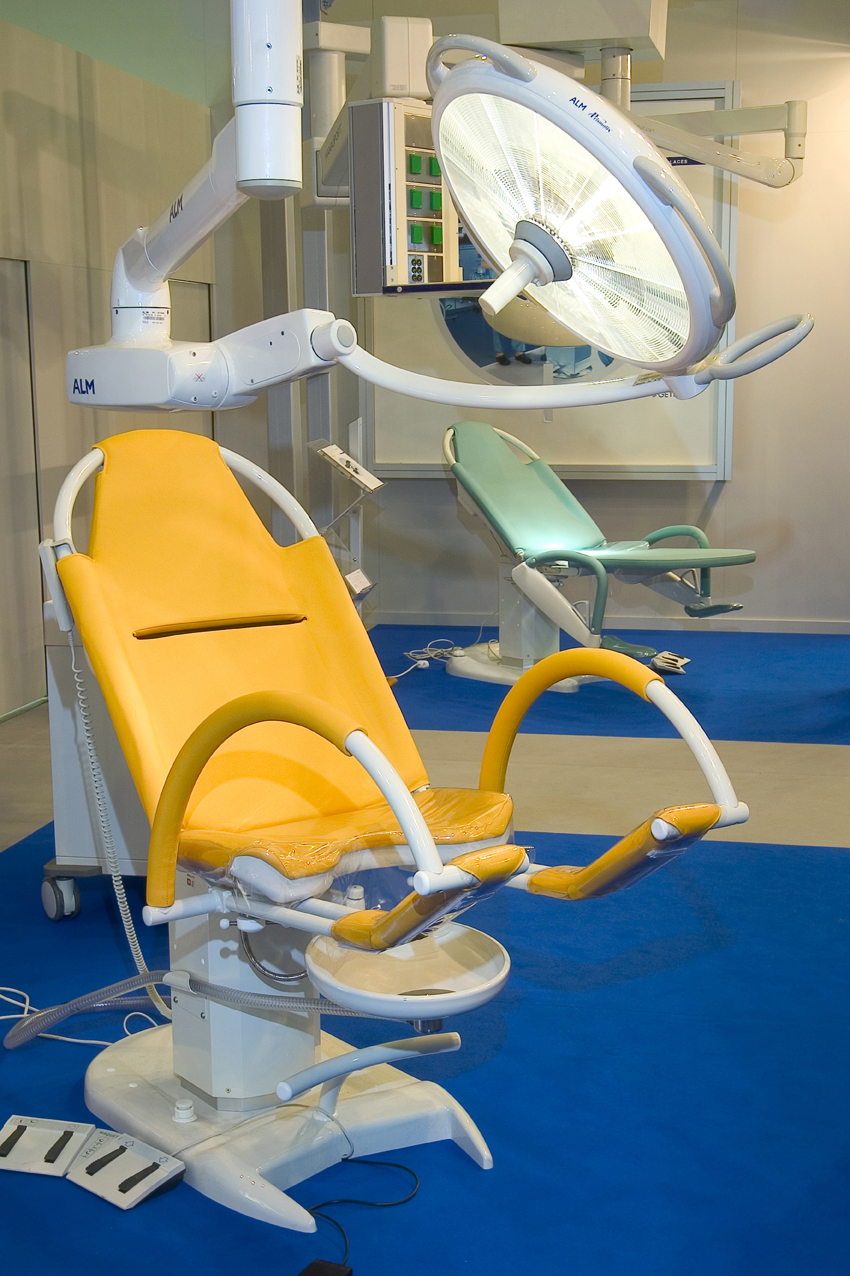
Гинекологическое и урологическое кресло MAQUET RADIUS

Гинекологи́ческое кресло — специальное медицинское оборудование для проведения обследований, манипуляций или малых оперативных вмешательств в условиях малой операционной на мочеполовых органах.
Кресло является более эргономичной альтернативой смотровой кушетке. Пациенты находятся в нём в полусидячем положении, опираясь ягодицами на край кресла. Такое положение позволяет достичь максимального комфорта. Так, исследуемые имеют возможность наблюдать за процессом исследования; для ещё большего удобства под голову может подкладываться подушка. Также конструкция кресла позволяет снизить потребность в анестезии.
Кресло может принимать различные положения с помощью регулирующих механизмов, оснащаться регулировками с электроприводом, комплектоваться аксессуарами для крепления инструментов, в частности кольпоскопа. Кресло используется при проведении кольпомикроскопических и урогенитальных исследований.
Имеются свидетельства того, что различные операции с использованием гинекологических кресел (diphros paredros) проводились ещё в античности.